# Grb Turkmenistana
Grb Turkmenistana je u upotrebi nakon nezavisnosti Turkmenistana 1991. Grb je oblika zelene osmokrake zvijezde (۞), simbola Islama. U sredini grba nalazi se konj rase Akhal-Teke, ponos turkmenistanskog naroda. Oko konja nalazi se pet različitih motiva tepiha koji predstavljaju pet turkmenskih plemena.

## Također pogledajte
- Zastava Turkmenistana